# Penthea pardalis
Penthea pardalis là một loài bọ cánh cứng trong họ Cerambycidae.